# Psy
Пак Че Сан (кор. 박재상, нар. 31 грудня 1977, Сеул, Південна Корея) — південнокорейський виконавець і автор пісень, який виступає під псевдонімом Сай (англ. PSY; кор. 싸이, укр. Ссай). Відомий своїми гумористичними відеокліпами і концертними виступами. Його пісня «Gangnam Style» є найгучнішим хітом 2012 року, який станом на січень 2022 року зібрав на відеопорталі YouTube більш ніж 4 млрд 300 млн переглядів, що стало світовим рекордом. Його пісня очолювала список найпопулярніших відео на Ютубі аж до 2017 року, коли список очолив хіт «Despacito» Луїса Фонсі за участю Daddy Yankee.

## Біографія
Дебютувавши в 2001 році з екстраординарною піснею «Bird», PSY з тих пір є улюбленцем публіки. PSY отримав освіту в США, закінчив Бостонський університет і Музичний коледж Берклі. У 2012 році хореографія з його кліпу «Gangnam Style» потрапила у світові випуски новин, а потім виходить його 6 студійний альбом під назвою PSY6. PSY є першим у світі виконавцем, пісня якого «Gangnam Style» на платформі ITunes лідирує в 31 країні світу.
На початку вересня 2012 PSY підписав контракт з американським лейблом Island Records, який буде керувати діяльністю артиста по всьому світу, за винятком Південної Кореї. А вже 6 вересня 2012 року він відвідав церемонію «2012 MTV Video Music Awards», що пройшла в спортивному комплексі «Стейплс-центр», що в Лос-Анджелесі, Каліфорнія (США), як один з VIP-гостей заходу.
Хіт PSY «Gangnam Style» також зайняв 1 позицію в національному чарті Великої Британії, попри те, що пісня виконується корейською мовою. Також з цієї ж композицією корейський репер досяг 1 місця в чарті «Digital Songs» Billboard і розташувався на 2 місці чарту «Hot 100» Billboard, а музичне відео на цей трек потрапило до Книги рекордів Гіннеса, як найбільш вподобане відео на відеопорталі YouTube за всю його історію (понад 3 млрд переглядів). 13 квітня 2013 року на YouTube вийшов кліп до нової пісні PSY — «Gentleman», який станом на грудень 2020 року набрав більш ніж 1 млрд 368 млн переглядів.

## Дискографія
- Psy from the Psycho World! (2001)
- Ssa2 (2002)
- 3 Mai (2002)
- Ssajib (2006)
- PsyFive (2010)
- Chiljip Psy-da (2015)
- 4X2=8 (2017)
- Psy 9th (2022)

### Сингли
| Назва                                                                             | Рік         | Позиції в чартах | Позиції в чартах | Позиції в чартах | Позиції в чартах | Позиції в чартах | Позиції в чартах | Позиції в чартах | Позиції в чартах | Позиції в чартах | Позиції в чартах | Сертифікації                                                                                        | Альбом                                               |
| Назва                                                                             | Рік         | KOR              | AUS              | CAN              | GER              | IRL              | NOR              | NZ               | SWI              | UK               | US               | Сертифікації                                                                                        | Альбом                                               |
| --------------------------------------------------------------------------------- | ----------- | ---------------- | ---------------- | ---------------- | ---------------- | ---------------- | ---------------- | ---------------- | ---------------- | ---------------- | ---------------- | --------------------------------------------------------------------------------------------------- | ---------------------------------------------------- |
| «Bird (새)»                                                                       | 2001        | 1                | —                | —                | —                | —                | —                | —                | —                | —                | —                | | PSY from the PSYcho World!                           |
| «End (끝)»                                                                        | 2001        | 1                | —                | —                | —                | —                | —                | —                | —                | —                | —                | | PSY from the PSYcho World!                           |
| «Singosik (신고식)»                                                               | 2002        | —                | —                | —                | —                | —                | —                | —                | —                | —                | —                | | Ssa 2/Adult only                                     |
| «Bird 2 (새 2)» (featuring Kim Jun-Hyuk)                                          | 2002        | —                | —                | —                | —                | —                | —                | —                | —                | —                | —                | | Ssa 2/Adult only                                     |
| «Champion (챔피언)»                                                               | 2002        | 1                | —                | —                | —                | —                | —                | —                | —                | —                | —                | | 3 PSY                                                |
| «Paradise (낙원)» (featuring Lee Jae-Hoon)                                        | 2002        | 1                | —                | —                | —                | —                | —                | —                | —                | —                | —                | | 3 PSY                                                |
| «Delight»                                                                         | 2005        | 6                | —                | —                | —                | —                | —                | —                | —                | —                | —                | | Remake & Mix                                         |
| «Entertainer (연예인)»                                                            | 2006        | 1                | —                | —                | —                | —                | —                | —                | —                | —                | —                | | Ssa Jib (The Fourth Album of PSY)                    |
| «Beautiful Goodbyes 2 (아름다운 이별 2)» (featuring Lee Jae-Hoon)                 | 2006        | 1                | —                | —                | —                | —                | —                | —                | —                | —                | —                | | Ssa Jib (The Fourth Album of PSY)                    |
| «We Are the One»                                                                  | 2006        | —                | —                | —                | —                | —                | —                | —                | —                | —                | —                | | Ssa Jib (The Fourth Album of PSY)                    |
| «Calling You Because It's Raining (비오니까)»                                     | 2006        | —                | —                | —                | —                | —                | —                | —                | —                | —                | —                | | Ssa Jib (The Fourth Album of PSY)                    |
| «Right Now»                                                                       | 2010        | 4                | —                | —                | —                | —                | —                | —                | —                | —                | —                | | PSY Five                                             |
| «In My Eyes (내 눈에는)» (featuring Lee Jae-Hoon)                                 | 2010        | 11               | —                | —                | —                | —                | —                | —                | —                | —                | —                | | PSY Five                                             |
| «Thank You» (featuring Seo In-Young)                                              | 2010        | 16               | —                | —                | —                | —                | —                | —                | —                | —                | —                | | PSY Five                                             |
| «It's Art (예술이야)»                                                             | 2011        | 118              | —                | —                | —                | —                | —                | —                | —                | —                | —                | | PSY Five                                             |
| «Shake It» (featuring Noh Hong-chul)                                              | 2011        | 4                | —                | —                | —                | —                | —                | —                | —                | —                | —                | | Infinite Challenge Seo Hae Ahn Highway Song Festival |
| «Korea»                                                                           | 2012        | 75               | —                | —                | —                | —                | —                | —                | —                | —                | —                | | Не увійшов до альбому                                |
| «Gangnam Style (강남스타일)»                                                      | 2012        | 1                | 1                | 1                | 1                | 2                | 1                | 1                | 1                | 1                | 2                | - ARIA: 5× Platinum - IFPI SWI: Platinum - MC: 4× Platinum - RIANZ: 2× Platinum - RIAA: 2× Platinum | PSY 6 (Six Rules), Part 1                            |
| «—» denotes a recording that did not chart or was not released in that territory. |             |                  |                  |                  |                  |                  |                  |                  |                  |                  |                  | |                                                      |
| 2013                                                                              | «Gentleman» |                  |                  |                  |                  |                  |                  |                  |                  |                  |                  | |                                                      |

## Фільмографія

### Телебачення
| Рік  | Назва                        | Роль                                                       | Прим.  |
| ---- | ---------------------------- | ---------------------------------------------------------- | ------ |
| 2001 | Beautiful Days               | Камео, 15 епізод                                           |        |
| 2012 | Dream High 2                 | 5 епізод                                                   |        |
| 2012 | Superstar K4                 | Суддя                                                      |        |
| 2012 | Saturday Night Live          | Грає себе, Lids/Gangnam Style Sketch (Season 38 Episode 1) |        |
| 2013 | Live! with Kelly and Michael | Грає себе                                                  |        |
| 2016 | Heroes of Remix              | Ментор                                                     |        |
| 2021 | Loud                         | Суддя для P Nation                                         |        |
| 2023 | Psy Soaking Show 2022        | Грає себе                                                  | [ 18 ] |

### Фільми
| Рік  | Назва                   | Роль                     | Прим.  |
| ---- | ----------------------- | ------------------------ | ------ |
| 2002 | Wet Dreams              | Student Teacher Seok-Goo |        |
| 2002 | Emergency Act 19        | Грає себе                | [ 19 ] |
| 2016 | From Vegas to Macau III | Mr. Wong                 |        |

### Поява у музичних кліпах
| Рік  | Музичний кліп                           | Виконавець |
| ---- | --------------------------------------- | ---------- |
| 2003 | «애송이 („Aesongi“, „Novice Baby Boy“)» | Lexy       |
| 2012 | «Ice Cream»                             | Хьон А     |
| 2013 | «DJ Play My Song (NO, LEAVE ME ALONE)»  | Schmoyoho  |